# Municipio de Mochitlán
El municipio de Mochitlán es uno de los 85 municipios del estado mexicano de Guerrero. Su cabecera es la localidad de Mochitlán.

## Demografía

### Localidades
En el censo de 2020 el municipio de Mochitlán contaba con 36 localidades.
| Código INEGI      | Localidad         | Población (2020) |
| ----------------- | ----------------- | ---------------- |
| 120440001         | Mochitlán         | 6 052            |
| Otras localidades | Otras localidades | 6 350            |
| Total municipal   | Total municipal   | 12 402           |

## Presidentes municipales
| Presidente municipal       | Período   |
| -------------------------- | --------- |
| Francisco Valenso Espíritu | 1972-1974 |
| Agustín Bello Bello        | 1975-1977 |
| José Espíritu Castrejón    | 1978-1980 |
| Manuel Muñiz Pérez         | 1981-1983 |
| Heriberto Cueva Reyes      | 1984-1986 |
| Sixto Alarcón Nava         | 1987-1998 |
| Raúl Nava Damian           | 1989-1993 |
| Marco Antonio Cuevas Reyes | 1993-1996 |
| Benjamín Reyes Vázquez     | 1996-1999 |
| Felix Jímenez Chavarria    | 1999-2002 |